# Bivolari (okręg Botoszany)
Bivolari – wieś w Rumunii, w okręgu Botoszany, w gminie Dobârceni. W 2011 roku liczyła 187 mieszkańców.